# Lüdingworth

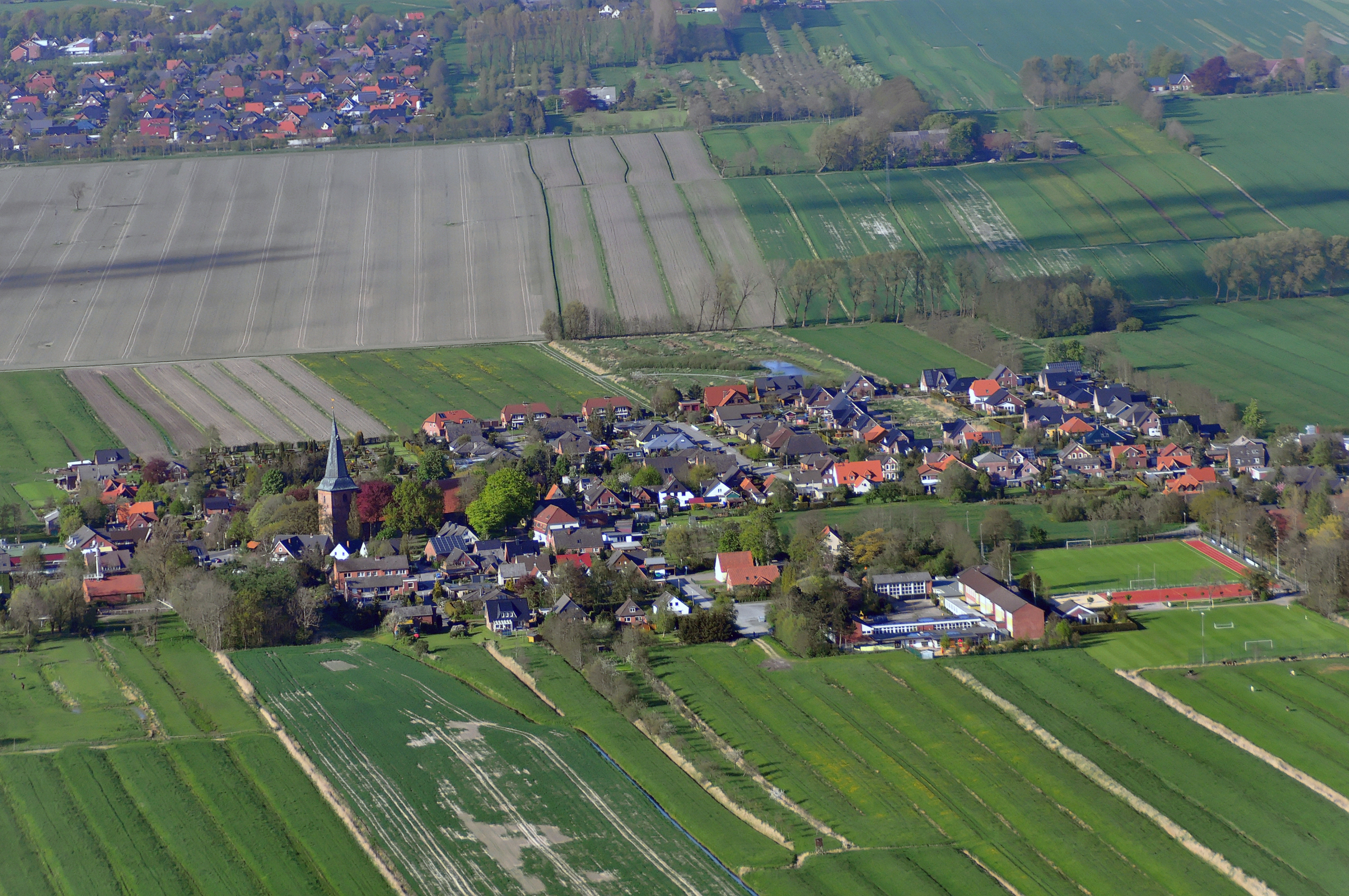
Luftbild (Mai 2012)

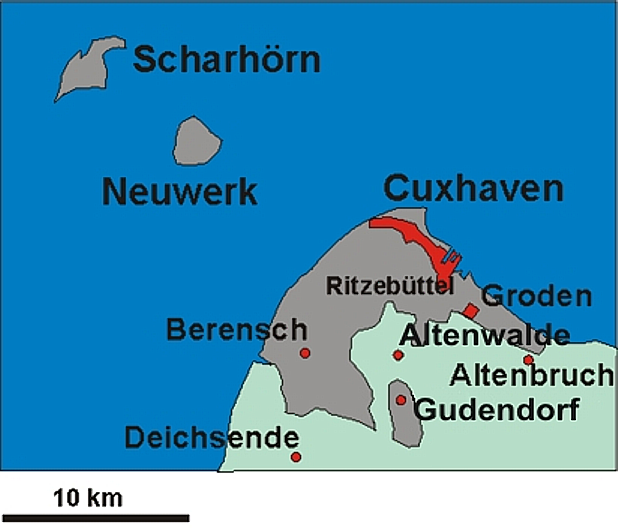
Landherrenschaft Ritzebüttel 1815–1937

Lüdingworth [ly.dɪŋ'vɔ:ʁt] (niederdeutsch Worth) ist ein Ortsteil der niedersächsischen Mittelstadt Cuxhaven.

## Geografie

### Ortsgliederung
- Feuerstätte
- Köstersweg (mit Lüderskoop)
- Lüdingworth (Hauptort)
- Seehausen

### Nachbarorte
| Altenwalde – Ortsteil Franzenburg                                    | Altenbruch                                  |                                         |
| Altenwalde – Ortsteil Gudendorf                                      | Kompassrose, die auf Nachbargemeinden zeigt | Neuenkirchen (Samtgemeinde Land Hadeln) |
| Nordholz – Ortsteil Wanhöden (Einheitsgemeinde Wurster Nordseeküste) | Wanna (Samtgemeinde Land Hadeln)            | Nordleda (Samtgemeinde Land Hadeln)     |

(Quelle:)

## Geschichte
Die Gegend um Lüdingworth war seit etwa Christi Geburt besiedelt. Der Name des langgestreckten Marschhufendorfes verweist auf die Wurthen (Warften), auf denen die Höfe früher errichtet wurden. Noch heute ist die 4,90 m hohe Kirchwarft erkennbar. Seit dem 12. Jahrhundert gab es einen Seedeich, dessen Reste heute zwischen Lüdingworth und dem jüngeren Altenbruch verlaufen. Die Marsch wurde vor ca. 700 Jahren mit Hilfe von holländischen Siedlern entwässert und urbar gemacht.
1298 wurde Lüdingworth erstmals urkundlich erwähnt. Seit 1394 gehörte Lüdingworth – wie das damalige Amt Ritzebüttel – der Stadt Hamburg, seit 1484 den Herzögen von Sachsen-Lauenburg und anschließend dem Bischof Christoph von Braunschweig-Wolfenbüttel, dessen Nachfolger aber das 1439 geschaffene Hadler Landrecht anerkennen musste, ein Ständerecht, das den Bauern große Freiheiten ließ. 1529 setzte sich die Reformation in Lüdingworth durch. Johan beym Graben war 1597 Schultheiß von Lüdingworth und 1617/19 als Gräfe oberster Richter im Land Hadeln und danach Landeskonsulent und Berater des Herzogs von Sachsen-Lauenburg.
Nach einer Zeit, in der das Land Hadeln unter kaiserlicher Verwaltung stand, gehörte Lüdingworth seit 1731 zu Kurhannover, nach der französischen Besetzung ab 1813 zum Königreich Hannover und darin seit 1852 zum Amt Otterndorf. Erst zu diesem Zeitpunkt wurde die Kirchspielgerichtsbarkeit durch die Amtsgerichtsbarkeit abgelöst. 1866 kam Lüdingworth als Teil des Amtes Otterndorf zur preußischen Provinz Hannover, von 1885 bis 1932 gehörte es zum Kreis Hadeln, bis zum 1. Juli 1972 zum Kreis Land Hadeln.

### Eingemeindungen
Am 1. Juli 1972 wurde Lüdingworth nach Cuxhaven eingemeindet.

### Einwohnerentwicklung
| Jahr                                   | 1885  | 1910  | 1925  | 1933  | 1939  | 1950  | 1956  | 2008   | 2011   | 2016   | 2018  |
| -------------------------------------- | ----- | ----- | ----- | ----- | ----- | ----- | ----- | ------ | ------ | ------ | ----- |
| Einwohner                              | 1573  | 1456  | 1588  | 1514  | 1431  | 2530  | 1908  | 1803 ¹ | 1768 ¹ | 1729 ¹ | 1742  |
| Quelle                                 | [ 6 ] | [ 7 ] | [ 6 ] | [ 6 ] | [ 6 ] | [ 1 ] | [ 1 ] |        |        |        | [ 2 ] |
| ¹ laut Versionsgeschichte des Artikels |       |       |       |       |       |       |       |        |        |        |       |

## Politik

### Ortsrat
Der Ortsrat von Lüdingworth setzt sich aus sieben Ratsmitgliedern (eine Ratsfrau und sechs Ratsherren) folgender Parteien zusammen (unverändert gegenüber 2016):
- CDU: 5 Sitze
- SPD: 1 Sitz
- Die Cuxhavener: 1 Sitz

(Stand: Kommunalwahl 12. September 2021)

### Ortsbürgermeister
Der Ortsbürgermeister von Lüdingworth ist Thomas Brunken (CDU). Sein Stellvertreter ist Hagen Friedrichs (CDU).

### Wappen
Der Entwurf des Kommunalwappens von Lüdingworth stammt von dem Heraldiker und Wappenmaler Albert de Badrihaye, der zahlreiche Wappen im Landkreis Cuxhaven erschaffen hat.
| Wappen von Lüdingworth | Blasonierung: „In Blau auf goldenem Dreiberg ein Reiter mit rotem Überkleid, silbernen Ärmeln und goldenen Stiefeln auf silbernem Pferd mit rotem Sattel und Geschirr und goldenen Hufen. Der Reiter hält in der rechten Hand einen silbernen Schultheißenstab.“ |
| Wappen von Lüdingworth | Wappenbegründung: Das Wappen ist dem alten Siegel des Kirchspielgerichts Lüdingworth nachgebildet. Der Dreiberg im Schildfuß weist auf die große Wurt hin, die den Ortskern trägt.                                                                               |

### Städtepartnerschaft
- Elven, Gemeinde in Frankreich, seit 1998[12]

## Kultur und Sehenswürdigkeiten
Bauwerke
- St.-Jacobi-Kirche, einer der drei Bauerndome im Land Hadeln, mit einem Turm aus dem frühen 13. Jahrhundert, in dem sich auch zwei Arrestzellen des Kirchspielgerichts befinden, und  der Wilde-Schnitger-Orgel aus den Jahren 1598 / 1682 (Umbau)
- Gemauerte galerielose Windmühle Lüdingworth als Turmwindmühle von 1902
- Worth-Huus, Ausstellungsgebäude des Geschichts- und Heimatvereins Lüdingworth in ehemaliger katholischer Liebfrauenkapelle

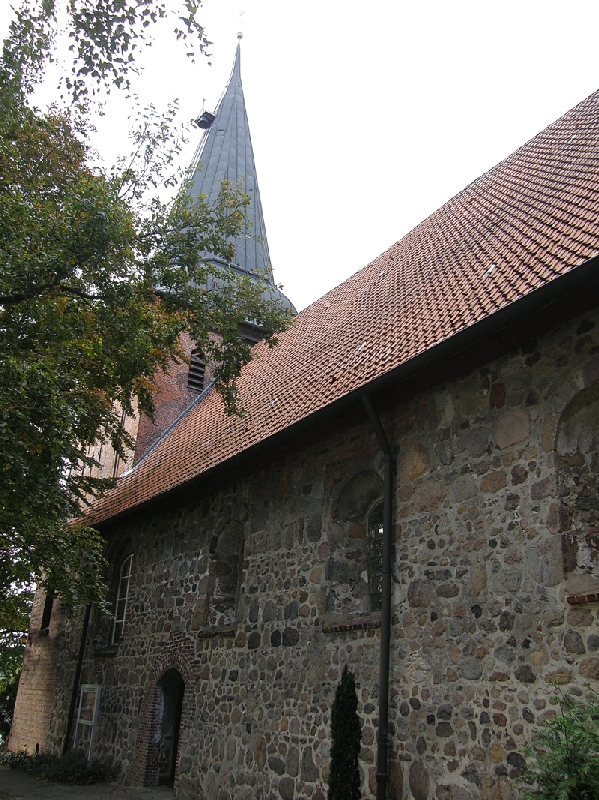
St.-Jacobi-Kirche
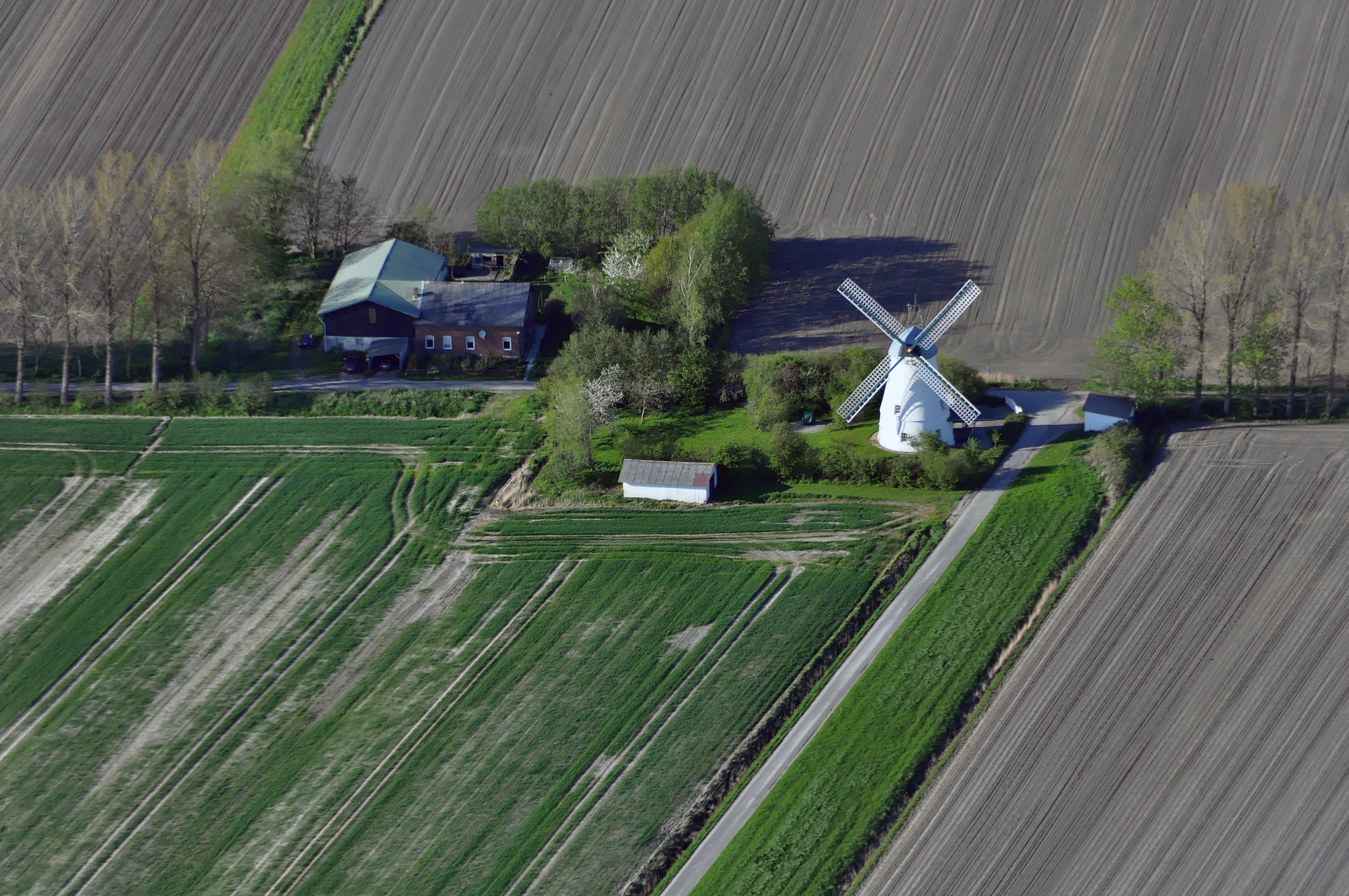
Luftbild der Windmühle
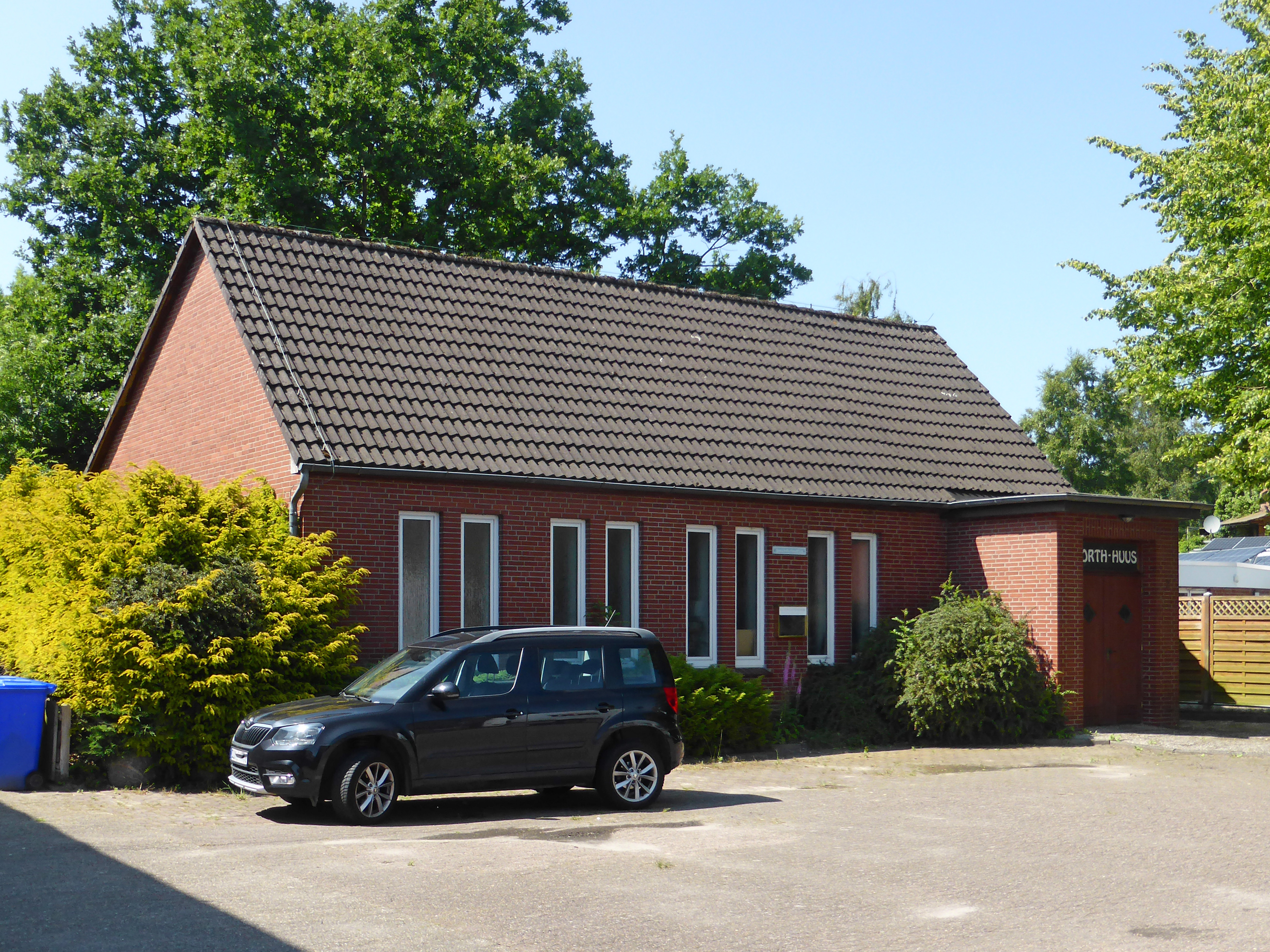
Worth-Huus

## Persönlichkeiten

Bronzestatue von Carsten Niebuhr des Bildhauers Frijo Müller-Belecke

### Söhne und Töchter des Ortes
- Carsten Niebuhr (1733–1815), Forschungsreisender, Sohn eines ortsansässigen Bauern
- Heinrich Wilhelm Nikolaus Hadel (1863–1949), Lehrer, Kantor, Chronist, Dorfschulmeister in Loxstedt[13]
- Albert Hinrich Hussmann (1874–1946), Bildhauer und Maler (von ihm stammt im Park der Villa Hügel in Essen das „Weidende Pferd“)
- Gerhard Gerdts (1882–1956), Heimatforscher, Genealoge und Schultheiß (auch „lateinischer Bauer“ genannt)[14]
- Paul Riege (1888–1980), Polizeigeneral und SS-Gruppenführer
- Hans-Releff Riege (1892–1941), Marine-Sanitätsoffizier
- Karl-Arnold Eickmeyer (1925–2007), Politiker (SPD)
- Hans-Jürgen Weißbach (* 1950), Soziologe

### Mit Lüdingworth verbunden
- Nicolaus Hardkopf (1582–1650), Theologe, Pastor in Lüdingworth (1609–1615)
- Franz Grabe (1843–1923), Kaufmann und Schriftsteller

## Sagen und Legenden
- Der Hammer in Lüdingworth
- Bumann Boje
- Vom Teufel im Talar
- Das schwarze Tier in Lüdingworth
- Die Kobolde bei der Feuerstätte
- Der Alte im Westermoor

(Quelle:)